# Zurückerobert
Zurückerobert ist ein deutscher Stummfilm aus dem Jahr 1913 mit Ernst Reicher.

## Handlung
Als Bankiersgattin Erna von Woermann im Konzertsaal den Klängen des Klaviervirtuosen Heinz Dehne lauscht, ist sie geradezu entzückt und bittet ihren Mann darum, bei dem Pianisten Unterricht nehmen zu dürfen. Obwohl Dehne generell keinen Privatunterricht erteilt, lässt er sich in diesem Fall erweichen. Bei der ersten Unterrichtsstunde im Hause Woermann lernt er auch ihre Tochter und den blinden Schwiegervater kennen. Nach dieser ersten Stunde muss Dehne feststellen, dass ihn die Klavierschülerin mehr zu interessieren beginnt, als es eigentlich angemessen ist. Wenig später erhält der Bankier von dem befreundeten Augenarzt Dr. Staerk ein Schreiben, demzufolge eine Augenoperation am blinden Vater Hoffnung auf Heilung verspricht. Die Operation verläuft tatsächlich erfolgreich, und der alte Mann erhält nach acht Tagen sein Augenlicht wieder. Als der Arzt Woermann telefonisch informiert, ruft dieser sofort seine Frau an. Der alte Hausdiener Max will Madame an den Apparat holen, da überrascht dieser, wie Frau von Woermann und der Pianist sich zärtlich umarmen. Der Diener, der seinen Herrn seit dessen Kindheit kennt, beschließt, dem Bankier die ganze Wahrheit zu sagen. Der zitiert den Diener zu sich, um das Gesehene nochmals zu bestätigen. Dann begeben sich beide zur Klinik, wo noch immer der wieder sehende Vater liegt, um sich von ihm einen Ratschlag zu holen.
Der gibt einen weisen Ratschlag, demzufolge er erstmal davon ausgehe, dass Hausdiener Max das Gesehene fehlinterpretiert habe. Da seine Schwiegertochter noch nichts von seiner gelungenen Augenoperation wisse, wolle er seine „Blindheit“ dafür einsetzen, um Erna genau zu beobachten. Sollte sie auf unziemliche Art und Weise einen Kontakt mit dem Pianisten pflegen, werde er sofort seinen Sohn informieren, damit dieser die entsprechenden Maßnahmen ergreifen könne. Gesagt, getan. Als umherstolpernder „Blinder“, geführt von einem Bernhardiner, lässt sich Woermanns Vater in das Klavierzimmer führen und fragt, ob er den Klavierübungen der beiden zuhören könne. Man bejaht, und während der Alte „blind“ ins Leere stiert, wenn er sich beobachtet fühlt, beobachtet er die beiden genau, wenn die sich sorg- und ahnungslos geben. Tatsächlich muss er mit ansehen, wie Dehne Erna zärtlich umarmt. Da hört er ein Auto vorfahren, sein Sohn steigt aus. Der Alte verlässt, geführt von dem Hund, das Zimmer und teilt seinem Sohn mit, was er gesehen hat. Vater und Sohn schleichen in den Salon und beobachten von dort heimlich, wie Erna und ihr Pianist ungeniert weiterhin herumpoussieren. In seinem emotionalen Überschwang dröhnt Dehne sogar: „Mein Leben würde ich mit Freude für dich geben!“.
Da Woermann seine Frau nicht verlieren, sondern sie eher bekehren – also zurückerobern – möchte, gehen Vater und Sohn ins Musikzimmer, wo die beiden Anwesenden so tun, als sei nichts gewesen. Als der Klavierlehrer sich verabschieden will, bittet ihn der Bankier doch noch auf ein Glas Wein zu bleiben. Auch seine Frau trinkt ein Glas, worauf ihr Göttergatte mit gespieltem Ernst ausruft: „Der Wein war vergiftet, du hast nur noch zwei Stunden Zeit zu leben! Da dein Freund ja mit Freude sein Leben für Dich geben will, so soll er ruhig den Rest austrinken, damit ihr gemeinsam sterben könnt.“ Nach diesem Mordsschrecken, den er verbreitet hat, verlässt Ernas Mann das Musikzimmer, um von Salon mit seinem Vater heimlich den Fortgang der Szenerie zu beobachten. Erna ist extrem verwirrt und erschüttert und reicht in ihrer Verwirrung den Restwein an Dehne, der die Frau jedoch von sich wegstößt. Ihr Glas fällt dabei klirrend auf den Boden, und der Pianist verlässt ebenso fluchtartig wie kreidebleich das Haus. Ihr „blinder“ Schwiegervater kommt in das Zimmer und bringt Erna zum Trost ihre Tochter. Die Mutter umarmt sie zum Abschied, läuft dann aber in ihr Boudoir, um sich dort aus Angst vor dem Vergiftungstod zu erschießen. In ihrer Panik steigert sie sich in psychosomatische Schmerzen hinein und will ihrem Mann noch ein paar Abschiedszeilen schreiben, in dem sie nur ihm ihre Liebe gesteht, als der Schwiegervater, nun auch offiziell sehend, ihr Boudoir betritt. Er entreißt ihr den Revolver, und als ihr Ehemann eintritt, klärt sich die Situation zum Wohlgefallen aller.

## Produktionsnotizen
Zurückerobert entstand im Messter-Filmatelier in Berlins Blücherstraße 32, passierte die Zensur am 3. April 1913 und erlebte seine Uraufführung wohl wenig später. Die Länge des Zweiakters betrug 625 Meter. 

## Kritik
„Messter hat eine sehr schöne Komödie aus der Gesellschaft gemacht: „Zurückerobert“. Kein schlechtes Rezept., das da gegeben wird. Nicht immer gleich vor die Türe jagen, wenn man die Frau dabei ertappt, dem Klavierlehrer mehr Beachtung zu schenken, als die Uebung auf den Tasten beansprucht. Der Film mahnt aber auch zur Vorsicht. Auch Blinde können sehen. (…) Lia [sic!] Lind spielt die irrende Frau mit viel Temperament und darstellerischem Geschick. Der „blinde“ Schwiegervater ist der Pfarrer aus „Pfarrers Töchterlein“, auch kein alltäglicher Schauspieler. Die Inszenierung ist vorzüglich. Ein wirklich sehr gute Film.“